# Damask
Damask er fint tekstilmønstret stof af silke, uld, bomuld eller hør. Oprindeligt betegnelse på pragtstof fra Damaskus. Benyttes ofte til duge, også brugt som liv på bunad.
Damask er som regel ensfarvet, og mønsteret kommer frem i matte og blanke flader. Når stoffet bliver vendt, ses mønsteret modsat. Der er ingen egentlig for- og bagside på damask.
Georg Jensen Damask var det sidste damaskvæveri i Danmark. Produktionen er nu outsourced til Østeuropa.